# Juan VI Cantacuceno
Juan VI Cantacuceno, (en griego: Ιωάννης ΣΤ΄ Καντακουζηνός, Iōannēs VI Kantakouzēnos; Constantinopla, Imperio bizantino, 1292-Mistrá, Imperio bizantino, 15 de junio de 1383), fue un estadista, emperador bizantino e historiador cuya disputa con Juan V Paleólogo sobre el trono imperial lo llevó a pedir apoyo a los turcos, ayudándolos en su conquista del Imperio bizantino.
Juan fue el principal consejero de Andrónico III Paleólogo, después de haberlo ayudado a obtener el trono de su abuelo Andrónico II. Desde 1328 hasta 1341 Cantacuceno dirigió tanto la política interna como la externa para el emperador. Alentó la reforma de los derechos de justicia y promovió la independencia comercial de los genoveses y venecianos, iniciando un proyecto de construcción de barcos de gran tamaño. Se distinguió en batalla contra los serbios y en 1337 ayudó a incorporar el Despotado de Epiro, en el oeste de Grecia, dentro del imperio.
Cuando Andrónico III murió en 1341, Cantacuceno reclamó su derecho como regente para el joven Juan V, pero cuando él (Cantacuceno) salió de Constantinopla para luchar contra los serbios en Tracia, sus oponentes, liderados por la madre de Juan V, Ana de Saboya lo declararon como traidor y encarcelaron a sus seguidores.
Cantacuceno se proclamó emperador, sin embargo, en Didimóteico el 26 de octubre de 1341. Desde 1343 hasta 1345 hizo arreglos de alianzas con los turcos y casó a su hija con el sultán otomano Orhan. Recuperó Constantinopla en febrero de 1347 con la ayuda turca, y fue coronado coemperador con Juan V el 21 de mayo.
Como Juan VI, Cantacuceno acordó reinar solamente diez años y permitió que Juan V gobernara en solitario después de ese tiempo. Cantacuceno casó a su hija Helena con el joven emperador para sellar el acuerdo. Para 1354 Cantacuceno estaba ansioso por continuar con su gobierno y coronó a su hijo, Mateo, coemperador. Juan V pidió a los venecianos ayuda y logró volver a tomar Constantinopla en 1354. Cantacuceno se vio obligado a abdicar y se retiró a un monasterio, donde escribió sus memorias, una fuente valiosa para la historia del período desde 1320 hasta aproximadamente 1357.

## Biografía

### Juventud
Juan Cantacuceno nació en una noble familia bizantina: su padre fue Miguel Cantacuceno, quien fue el primer déspota de Morea, designado por el emperador Andrónico II Paleólogo en 1308. La madre de Juan fue Angelina Cantacucena, una descendiente de la casa imperial bizantina de los Paleólogos, su padre también estaba relacionado con la poderosa familia de los Paleólogo y los Ángeles. Después, Juan VI se unió aún más con la familia de los Paleólogo, gracias a su matrimonio con Irene Asanina, quien era la prima segunda de Andrónico III Paleólogo. Juan Cantacuceno había comprado un cargo nobiliario en Tracia, según el uso de compraventa de las posiciones militares que se habían ido estableciendo durante el período de la dinastía de los Paleólogo, en el que poseía grandes propiedades en Tracia, Macedonia y Tesalia.

### Apoyo en la usurpación de Andrónico III
Juan Cantacuceno se puso al frente de la aristocracia militar y apoyó la rebelión contra Andrónico II Paleólogo, que pusieron en el trono al nieto de este, Andrónico III Paleólogo, del cual Juan se había convertido en su brazo derecho. En la noche del 23 de mayo de 1328 Andrónico III Paleólogo y Juan Cantacuceno, con veinte y cuatro hombres provistos con escaleras de asedio, rápidamente escalaron las murallas de Constantinopla y abrieron la puerta al ejército rebelde. El emperador, al enterarse de que su nieto había entrado en la ciudad, abdicó y se retiró al palacio de Blanquerna. Después que Andrónico III había conquistado el poder, Juan Cantacuceno fue nombrado César y desde ese momento tuvo las riendas del Imperio bizantino, que de hecho rigió su destino durante todo el reinado de Andrónico III e incluso después de su muerte.

### Campaña en Asia Menor
Dado que Asia Menor había caído en manos de los otomanos, Andrónico III y Juan desembarcaron en Asia Menor a la cabeza de cuatro mil soldados, el ejército bizantino marchó durante tres días hasta que encontró el campamento enemigo y el 10 de junio de 1329 comenzó la batalla. Hacia el anochecer los bizantinos tenían la ventaja, pero habían sufrido más pérdidas del cual un ejército pequeño se podía permitir, luego Juan aconsejó a Andrónico III de retirarse ordenadamente en la madrugada, para no ser masacrados por los otomanos. Así lo hicieron, pero el ejército fue atacado en los lados por los arqueros enemigos y luego los bizantinos los atacaron en un intento por dispersarlos, siendo finalmente rodeados. El emperador fue herido y fue trasladado a Constantinopla sobre una camilla, pero algunos soldados difundieron la falsa noticia de que el emperador había muerto y fue difícil para Juan convencer a los soldados que el emperador estaba vivo. La batalla de Pelekanon fue el primer enfrentamiento entre otomanos y bizantinos: no resultó en un completo desastre, pero los bizantinos demostraron su condición de debilidad.

### Últimos años de Andrónico III
Después de la derrota Juan Cantacuceno fue por orden del emperador ante Umur, el emir de Aydin, para ofrecer una alianza contra los genoveses, los enemigos de ambos, alianza que fue aceptada con alegría. En 1341 en Tesalónica el emperador y el César fueron testigos de la boda de Mateo, el hijo de Juan, e Irene, la nieta de Andrónico II. El 15 de junio de 1341 Andrónico III murió.

### Guerra civil
Con la muerte de Andrónico III el problema más grave para el Imperio bizantino estaba en que el fallecido emperador no designó ningún sucesor, y aunque tenía un hijo de nueve años, Juan V Paleólogo, en Constantinopla la corona no era necesariamente hereditaria. Juan Cantacuceno era leal al joven príncipe y a la emperatriz madre, Ana de Saboya, pero también era César y tenía las riendas del Imperio bizantino durante trece años y luego después de un tiempo muy corto, se trasladó al palacio del emperador para asegurar la regencia y el funcionamiento del estado. Su posición había despertado la envidia de muchos en la corte, en particular sus principales enemigos eran la misma emperatriz Ana y el patriarca Juan Calecas. Este último debía su nombramiento como patriarca a Juan Cantacuceno, pero Ana quería que Calecas tomara las riendas del imperio.
Pronto Juan Cantacuceno se vio obligado a huir de Constantinopla, ya que incluso la emperatriz estaba conspirando en su contra, ya que también deseaba la regencia del trono. Cantacuceno huyó a Didimóteicho, en Tracia, y ahí fue coronado emperador. Esto desató una guerra civil que duró seis años. En el conflicto se involucraron también las potencias extranjeras: Ana de Saboya, recibió el apoyo de los búlgaros, mientras que Juan Cantacuceno se alió con el rey serbio Esteban Uroš IV Dušan, gracias a la esposa de este último, Helena, quien aconsejó a los dos formar una alianza, donde cada conquista en el territorio bizantino de uno de los dos no obstaculizaría al otro. Así fue que Juan VI Cantacuceno comenzó, desde 1343, a tomar el poder en esas zonas del imperio que lo habían elegido como su soberano, mientras que Dušan, por su parte, emprendió la conquista de Albania y la mayor parte de Grecia. Pero pronto la alianza entre los dos soberanos se rompió. Juan VI Cantacuceno se dio cuenta de que las conquistas serbias eran una amenaza para el Imperio bizantino y pidió la ayuda de los turcos otomanos para recuperar las tierras usurpadas por Serbia para el Imperio bizantino. Los otomanos aceptaron la solicitud de ayuda de Juan VI y se aliaron con él, iniciando excelentes relaciones entre Juan VI y el sultán Orhan I, incluso se hicieron amigos. De hecho, para sellar la alianza, Teodora Cantacucena se casó con el sultán pero no se vio obligada a convertirse a la fe musulmana. Pero esta querida amistad hacia Bizancio: hacia el final del reinado de Juan VI nació el primer asentamiento europeo de los turcos, la ciudad de Galípoli, que pasó a sus manos en 1354. La alianza que Juan VI había sellado con el monarca otomano le costó la pérdida de mucha popularidad. Gracias a la intervención otomana, el ejército de Dušan fue detenido, siendo derrotado en la batalla de Estefaniana, ocurrido en mayo de 1344.
A pesar de que los serbios fueron derrotados en esta batalla, no fueron detenidos totalmente. Esteban IV Dušan logró reorganizar el ejército serbio en 1345 y ocupó toda la península de Calcídica, que pertenecía a los dominios de Juan VI, incluyendo la zona del Monte Athos. Dušan, entró en la ciudad de Serres, en la víspera de Navidad siendo proclamado zar y autócrata de los serbios y los griegos, con el intento de crear un nuevo imperio que defendiera el cristianismo ortodoxo y que fuera un bastión contra los otomanos. Pero la coronación de Dušan no fue total, no había sido coronado por un patriarca, y dada la imposibilidad de que el patriarca de Constantinopla, o el papa lo coronasen, Dušan elevó el arzobispo de Peć Joanicio II al rango de patriarca de la Iglesia ortodoxa serbia y el 16 de abril de 1346 Joanicio lo coronó emperador en Skopie. Serbia se convirtió cada vez más en una amenaza para Bizancio y Juan VI, con la ayuda de los otomanos, finalmente logró ganar la guerra civil.

### Juan VI emperador
El 31 de mayo de 1347 Juan VI regresó a Constantinopla y, después de seis años de exilio forzoso, entró triunfante en la capital bizantina con mil soldados. Juan VI se convirtió oficialmente en coemperador junto con Juan V, dado que Cantacuceno no tenía ninguna intención de usurpar el trono estando leal a la familia de los Paleólogos, que había servido fielmente hasta ese momento.
El Imperio bizantino estaba arruinado por la guerra civil, el estado se había convertido en una marioneta en manos de las potencias extranjeras y además los serbios, guiados por Esteban IV Dušan querían extender su nuevo imperio en las tierras del Imperio bizantino El proyecto fue realizado a la mitad cuando Juan VI intervino de forma decisiva. Sin embargo los serbios no fueron la única amenaza: los piratas turcos continuaron haciendo acoso de las costas y el comercio bizantino estaba en manos de los genoveses. El Imperio bizantino sólo tenía en sus manos la región de Tracia y la mitad de Morea.
Cuando Juan VI estaba en el trono imperial trató de encontrar una solución a la amenaza serbia pidiendo al patriarca de Constantinopla con excomulgarlos, acto que tuvo lugar en 1350, de esta manera la Iglesia ortodoxa reconocía a Dušan como hereje. Mientras tanto (1348) Esteban había conquistado Epiro y Tesalia, momento en que el Imperio serbio se extendía desde el Danubio hasta Corinto y del Mar Egeo hasta el Adriático. A Dušan sólo le faltaba la ciudad de Tesalónica, todavía en manos bizantinas, y luego marchar a la misma capital bizantina. Para conquistarla Dušan solicitó ayuda de la república de Venecia. Cuando Venecia negó su ayuda, el rey Esteban inicio negociaciones con la república de Génova.
Afortunadamente para el Imperio bizantino en 1350 el ban bosnio Esteban II Kotromanić ocupó la ciudad de Cetiña, la zona del río Neretva y una parte de la región de Zahumlia. Dušan luego trasladó a su ejército para recuperarlos, Juan VI no dejó pasar la oportunidad y aprovechó la lejanía de Esteban para volver a ocupar algunos de los territorios alrededor de Tesalónica. Por desgracia para Cantacuceno el ejército bosnio fue derrotado y en poco tiempo Dušan volvió a reclamar lo que Juan VI acababa de conquistar. Pero esta vez el gobernante serbio decidió usar la diplomacia uniéndose con Juan V Paleólogo en la lucha por el trono de Constantinopla, que para entonces había regresado, contando con el apoyo del emperador búlgaro Iván Alejandro. Entonces inició una guerra con Esteban Dušan, Iván Alejandro y Juan V en un lado y Juan VI con el sultán Orhan I en el otro. Los dos ejércitos se enfrentaron en 1352, pero ninguno prevaleció totalmente. Pero Juan VI seguía teniendo éxito, dado que logró capturar a Juan V forzándolo al exilio en la isla de Ténedos.
Juan VI Cantacuceno introdujo algunas reformas en el imperio, que fue dividido en zonas de influencia, respectivamente de los Paleólogos y los Cantacucenos. En las continuas guerras civiles que desgarraron el imperio recurrió con frecuencia a la ayuda de los turcos otomanos, contribuyendo así a su incursión en Europa y en el estrechamiento de los territorios bizantinos. Bajo su reinado en Constantinopla llegó el primer cañón, que fue utilizado para reforzar las defensas de las murallas teodosianas. En 1353, nombró a su hijo, Mateo Cantacuceno, coemperador, con el deseo de garantizar la continuidad de la dinastía Cantacucena en el trono bizantino.
Después de haber fracasado en su intento de convertirse en el único emperador, y para asegurar la sucesión de su hijo Mateo, Juan Cantacuceno abdicó en 1354, cambiando las vestiduras imperiales con las del monacato y tomó el nombre de Joasaf Cristódulo. El imperio también estaba en manos de Juan V Paleólogo.
El historiador bizantino Nicéforo Grégoras en su historia comentó negativamente el estado en que Juan VI Cantacuceno había dejado las arcas imperiales:

No quedó nada, excepto viento, polvo y el átomo de Epicuro.
Nicéforo Grégoras

### Últimos años
Después de esto Juan VI se retiró al Monte Athos, donde tenía algunas propiedades, y vivió los últimos días de su vida en Mistrá. Pero no desapareció tan fácilmente de la política bizantina: se convirtió en el representante de la Iglesia ortodoxa. En este cargo fue investido en 1367: su tarea consistía en negociar con Pablo de Esmirna, luego patriarca latino de Constantinopla, buscando unir la iglesia oriental con la occidental. Los dos coincidieron en que era mejor llamar a un gran concilio ecuménico, que ayudaría al papa, todos los patriarcas y arzobispos y obispos de ambas iglesias. Pero este plan fue rechazado por el papa Urbano V, que no quería abrir un concilio para la cuestión oriental. Juan VI Cantacuceno, murió el 15 de junio de 1383 en Mistrá, donde fue enterrado junto a algunos hijos que lo habían precedido. 
Cabe destacar que fue el emperador romano que vivió más tiempo, falleciendo en torno a los 90 años.

### Obras
Juan Cantacuceno, después de abdicar, así como solicitar la vida sagrada, comenzó a escribir. Escribió un libro llamado Historia. La historia narra los eventos del Imperio bizantino desde 1320 hasta 1356. Este libro celebra la acción de Cantacuceno, así que la versión de los hechos narrados podría estar contaminada por la implicación personal en el mismo autor. Otro historiador ha corregido el período comprendido del antiguo emperador, Nicéforo Grégoras. Este último, con su trabajo, corrige los errores de Juan, ampliando también el período histórico. Este trabajo tiene el mérito de estar bien preparado y sin problemas, mostrando los incidentes agrupados en torno a su autor, pero algunas veces la información es defectuosa en temas no relacionados directamente con el escritor. Juan Cantacuceno también escribió una obra dedicada a la defensa del hesicasmo, una doctrina mística bizantina.